# Arenostola unicolor
Arenostola unicolor är en fjärilsart som beskrevs av W. Warren 1914. Arenostola unicolor ingår i släktet Arenostola och familjen nattflyn. Inga underarter finns listade i Catalogue of Life.